# غلين ديل
غلين ديل (فيرجينيا الغربية) (بالإنجليزية: Glen Dale, West Virginia) هي مدينة تقع في الولايات المتحدة في Marshall County. يقدر عدد سكانها بـ 1,526 نسمة ومساحتها 3.11 كم2 وترتفع عن سطح البحر 211 متر.

## التركيبة السكانية
قام مكتب تعداد الولايات المتحدة بتحديد بيانات التركيبة السكانية لغلين ديلفي تعداد الولايات المتحدة. في ما يلي، التركيبة السكانية حسب تعدادي 2000 و2010.

### تعداد عام 2000
بلغ عدد سكان غلاسكو 783 نسمة بحسب تعداد عام 2000، وبلغ عدد الأسر 327 أسرة وعدد العائلات 234 عائلة مقيمة في البلدة.
وتوزع التركيب العرقي للبلدة بنسبة 98.98% من البيض و 0.13% من الأمريكيين الأصليين و 0.26% من الأمريكيين ذوي الأصول الآسيوية و 0.13% من سكان جزر المحيط الهادئ و 0.51% من عرقين مختلطين أو أكثر.
بلغ عدد الأسر 327 أسرة كانت نسبة 26.6% منها لديها أطفال تحت سن الثامنة عشر تعيش معهم، وبلغت نسبة الأزواج القاطنين مع بعضهم البعض 56.0% من أصل المجموع الكلي للأسر، ونسبة 12.5% من الأسر كان لديها معيلات من الإناث دون وجود شريك، وكانت نسبة 28.4% من غير العائلات. تألفت نسبة 26.0% من أصل جميع الأسر من أفراد ونسبة 16.2% كانوا يعيش معهم شخص وحيد يبلغ من العمر 65 عاماً فما فوق. وبلغ متوسط حجم الأسرة المعيشية 2.85، أما متوسط حجم العائلات فبلغ 2.39.
بلغ العمر الوسطي للسكان 41 عاماً. وكانت نسبة 20.1% من القاطنين تحت سن الثامنة عشر، وكانت نسبة 8.3% بين الثامنة عشر والأربعة وعشرون عاماً، ونسبة 26.9% كانت واقعةً في الفئة العمرية ما بين الخامسة والعشرون حتى والأربعة وأربعون عاماً، ونسبة 26.6% كانت ما بين الخامسة والأربعون حتى الرابعة والستون، ونسبة 18.1% كانت ضمن فئة الخامسة والستون عاماً فما فوق. يوجد لكل 100 أنثى 91.0 ذكر، ويوجد لكل 100 أنثى في الثامنة عشر من عمرها فما فوق 83.6 ذكر.
بلغ متوسط دخل الأسرة في البلدة 35,526 دولار، أما متوسط دخل العائلة فبلغ 40,500 دولار. وكان متوسط دخل الذكور 31,442 دولار مقابل 26,563 دولار للإناث. وسجل دخل الفرد الخاص بالبلدة 15,632 دولار. وكانت نسبة 8.8% من العائلات ونسبة 10.8% من السكان تحت خط الفقر، وكان من هؤلاء نسبة 16.7% تحت سن الثامنة عشر ونسبة 10.7% في الخامسة والستين من العمر وما فوق.

### تعداد عام 2010
بلغ عدد سكان غلاسكو 905 نسمة بحسب تعداد عام 2010، وبلغ عدد الأسر 327 أسرة وعدد العائلات 236 عائلة مقيمة في البلدة. في حين سجلت الكثافة السكانية 1,925.5 نسمة لكل ميل مربع (743.4/كم2). وبلغ عدد الوحدات السكنية 352 وحدة بمتوسط كثافة قدره 748.9 لكل ميل مربع (289.2/كم2).
وتوزع التركيب العرقي للبلدة بنسبة 97.6% من البيض و 0.1% من الأمريكيين ذوي الأصول الآسيوية و 1.4% من الأمريكيين الأفارقة و 0.8% من عرقين مختلطين أو أكثر.
بلغ عدد الأسر 327 أسرة كانت نسبة 29.1% منها لديها أطفال تحت سن الثامنة عشر تعيش معهم، وبلغت نسبة الأزواج القاطنين مع بعضهم البعض 50.8% من أصل المجموع الكلي للأسر، ونسبة 14.1% من الأسر كان لديها معيلات من الإناث دون وجود شريك، بينما كانت نسبة 7.3% من الأسر لديها معيلون من الذكور دون وجود شريكة وكانت نسبة 27.8% من غير العائلات. وبلغ متوسط حجم الأسرة المعيشية 2.87، أما متوسط حجم العائلات فبلغ 2.46.
بلغ العمر الوسطي للسكان 47.7 عاماً. وكانت نسبة 18.7% من القاطنين تحت سن الثامنة عشر، وكانت نسبة 5% بين الثامنة عشر والأربعة وعشرون عاماً، ونسبة 23.4% كانت واقعةً في الفئة العمرية ما بين الخامسة والعشرون حتى والأربعة وأربعون عاماً، ونسبة 25.9% كانت ما بين الخامسة والأربعون حتى الرابعة والستون، ونسبة 27% كانت ضمن فئة الخامسة والستون عاماً فما فوق. وتوزع التركيب الجنسي للسكان بنسبة 47.4% ذكور و52.6% إناث.